# Iszokratész
Iszokratész (ógörögül: Ἰσοκράτης, nevének átírásváltozata Isokrates; latinul: Isocrates), (Athén, i. e. 436 – Athén, i. e. 338 augusztusa) ókori görög szónok. Az alexandriai kánon szerint a tíz attikai szónok sorában a negyedik helyet foglalta el. Jóhírű athéni iskolája élén, valamint retorikai programjaival nagy hatást gyakorolt a szónoklattan, a prózai stílus tökéletesedésére. Emellett korának haladó szellemű államférfija volt, aki politikai beszédeiben a görögség, a városállamok összefogását sürgette a fenyegető perzsa veszély ellenében.

## Életútja
Jómódú athéni család sarja, Theodórosz és Hédütó fia volt. A családi vagyon jóvoltából neves szofista bölcselők, többek között Prodikosz, Prótagorasz, Teisziasz és Gorgiasz tanítványa lehetett. Utóbbihoz meghitt barátság fűzte, valamint kapcsolatba került Szókratésszel és Théramenésszel is. A 404-ben lezárult peloponnészoszi háború során apja elveszítette egész vagyonát, fuvolakészítő üzemét és birtokait. Az Athén feletti fennhatóságot ekkor Spárta vette át, és megkezdődött a harminc zsarnok egy évig tartó uralma, amely elől Iszokratész Khiosz szigetére menekült, és sikertelen kísérletet tett egy rétoriskola megnyitására. A demokrácia visszaállításakor, 403-ban visszatért szülővárosába, s logographoszként, törvényszéki beszédíróként igyekezett megélhetést keresni. Gyenge orgánuma és félszeg fellépése miatt ő maga szónoki emelvényre soha nem lépett, de másoknak írt vagy prózában lejegyzett beszédeivel nagy sikereket ért el. 392 körül szónoki iskolát nyitott Athénban, s itt tanított 351-ig. Időközben nőül vette a szofista filozófus, Hippiasz özvegyét, Plathanét, és adoptálta fiukat, Aphareoszt, aki szintén athéni iskolájának növendéke volt. Nagy hírű iskolájának köszönhetően Iszokratész jelentős vagyonra tett szert, s 351 után az írásnak szentelte életét. A II. Philipposz makedón király győzelmével záruló khairóneiai csata (i. e. 338) után pár nappal halt meg, az ókori hagyomány szerint önkezével vetett véget életének.

## Munkássága

Iszokratész: Apanta, 1570

Ismertsége és elismertsége már saját korában a klasszikus szónokok sorába emelte, a retorikus próza mestereként tartották számon. Emellett a retorika elmélete és módszertana terén is hosszan ható munkásságot fejtett ki. Huszonegy beszéde és kilenc levele maradt fenn.
Hat korai, 403 és 391 között keletkezett törvényszéki beszéde, dikanikája közül a legjelentősebb egy aiginai örökösödési ügyben írt, Aiginétikosz című beszéde, amely egyfajta néprajzi forrásként betekintést nyújt az égei szigetvilág mindennapi életébe is. Az ezt követő időszakból ismert három, 374 és 372 között keletkezett buzdító beszéde, amelyekben az uralkodó és az alattvalók viszonyáról, jogairól és kötelességeiről értekezik. Ismertek ezek mellett mitológiai és történelmi tárgyú írásai (Buszirisz, Helené, illetve Euagorasz, Panathénaikosz), valamint a filozófiai nevelésről megfogalmazott vitairatai (Kata tón szophisztón, ’A szofisták ellen’; Peri antidószeosz, ’A vagyoncseréről’, fiktív törvényszéki beszéd).
Legjelentősebb és egyben legnagyobb hatású művei politikai beszédei és államférfiakhoz írott levelei, episztolái voltak. Ezekben a görög városállamoknak a perzsák elleni egységbe szerveződése mellett tett hitet, s a városállami rendszer helyett a görögség nagyobb államalakulatba való tömörülését sürgette, a hellén nemzet önmeghatározásának útjait kereste. Mivel az áhított egység kerékkötőjének tartotta, elvetette a poliszoknak Démoszthenész által is hirdetett függetlenségét, és az egész görögség érdekeit képviselni törekvő hatalmakat és államférfiakat támogatta: Thébait, Iaszón thesszáliai királyt, I. Dionüsziosz szürakuszai türannoszt, II. Agészilaosz és III. Arkhidamosz spártai királyokat, legvégül pedig II. Philipposz makedón királyt. Ismertebb politikai beszédei és írásai: Panégürikosz (’Ünnepi beszéd’, 380), Plataikosz (373), Arkhidamosz (366), Peri eirénész (’A békéről’, 355), Areopagitikosz (’Areioszpagoszi beszéd’), Philipposz (346) stb.
Retorikai elméleti alapvetéseit és tanításait Kata tón szophisztón (’A szofisták ellen’) című írásának fennmaradt bevezetőjéből ismerjük. A szónoklattant filozófiai tudománynak tartotta, s kiemelte a tudásra, a valószínű állításokra építkező érvelés jelentőségét, a – meglátása szerint a görögségre jellemző – veleszületett erkölcsi és műveltségbeli biztonságot, valamint a beszéd esztétikai minőségét, formai jegyeit. Ebből kiindulva – noha korábban maga is logographoszként kereste kenyerét – az „igazi” retorikát élesen szembeállította az igazságot gyakran erkölcstelen célok szolgálatában abszolutizáló törvényszéki beszédek megírásával és az igazságot öncélú viták során megközelíteni igyekvő dialektikusok filozófiájával egyaránt. Azt vallotta, hogy a fennkölt gondolatokhoz kell megkeresni a méltó formát. Noha politikai beszédek írásával is foglalkozott, nem tekintette mindennél fontosabb szempontnak az általa írtak aktualitását, inkább – a platóni dialógusok mintájára – pedagógiai célzatú, örökbecsű olvasmányoknak szánta, ezért gyakran éveken át csiszolgatta, javítgatta őket.
Nagy figyelmet szentelt beszédei jó hangzására, a megfelelő prózai ritmus és a harmonikus mondatszerkezetek eltalálására. Igyekezett mellőzni az alakzatok zsúfolásával (vissza)élő rétori modort. A köznyelvből merített szavakat és fordulatokat gondosan gördülékeny mondatfüzérré rendezte, szem előtt tartva a mondandó közérthetősége és tömörsége iránti igényt (akár a kifejezőerő rovására is). Széles, de arányosan tagolt és összefüggően szerkesztett mondatperiódusokat alkalmazott. Az atticizmusra jellemző alliterációkat és a hiátust – a szóvégi és szókezdő magánhangzók találkozását, az így keletkező hangűrt – kerülte. A retorikájára jellemző eme jegyek alapján a klasszika-filológia Iszokratészt a – túldíszített és a végtelenül leegyszerűsített modor közé eső – prózai középstílus eszményi képviselőjeként tartja számon.

## Hatása
Athéni iskolájából kerültek ki olyan későbbi jeles személyiségek, mint a történész Ephorosz és Theompomposz, a rétor Iszaiosz és Hüpereidész, az államférfi Androtión, Timotheosz és Lükurgosz. Elismertségének beszédes mozzanata, hogy az ókori hagyomány szerint a Mauszólosz kariai satrapa halálára rendezett panegürikoszverseny valamennyi résztvevője Iszokratész-tanítvány volt. Retorikai programjával nagy hatást gyakorolt az utókorra is, különösen Ciceróra és az ún. második szofisták körére. Beszédeinek modern kiadása előbb 1878–1879-ben Gustav Eduard Benseler és Friedrich Blass jóvoltából jelent meg (Isocratis orationes), majd 1928 és 1962 között egy négykötetes kritikai kiadást készített elő G. Mathieu és E. Bremond (Isocrate: Discours).
Keserű Mihály jóvoltából magyar nyelven először a 16. században lett olvasható Iszokratész. A hazaszeretetről írott iszokratészi tanítások hatása felismerhető Kölcsey Ferenc Parainesisében is.

## Magyarul
- Tetralogia. Isokrates négy beszéde; ford. Szabó István; Hartleben, Pest, 1846
- Pythagoras arany mondatai; ford. Kis János / Isokrates négy beszéde; ford. Szabó István; Hartleben, Pest, 1846 (Hellen könyvtár)
- Iszokratész attikai rétor művei, 1-2.; ford. Rokay Zoltán; Lux Color Print–Szulik Alapítvány, Óbecse, 2011–2015 (Textus receptus)

## További irodalom
- A dictionary of Greek and Roman biography and mythology II. Ed. by William Smith. Boston: Little, Brown and Co. 1867.   632–633. o.
- Ókori lexikon I–II. Szerk. Pecz Vilmos. Budapest: Franklin Társulat. 1902–1904.